# (17945) Hawass
(17945) Hawass est un astéroïde de la ceinture principale.

## Description
(17945) Hawass est un astéroïde de la ceinture principale. Il fut découvert le 14 mai 1999 à Reedy Creek par John Broughton. Il présente une orbite caractérisée par un demi-grand axe de 2,57 UA, une excentricité de 0,10 et une inclinaison de 2,2° par rapport à l'écliptique.

## Compléments